# Верхня Сарана
Ве́рхня Сарана́ (рос. Верхняя Сарана) — присілок у складі Красноуфімського міського округу (Натальїнськ) Свердловської області.
Населення — 2 особи (2010, 2 у 2002).
Національний склад станом на 2002 рік: росіяни — 100 %.